# Maladie du sirop d'érable
 Mise en garde médicale
La maladie du sirop d'érable (leucinose, déficit en céto-acide décarboxylase ou MSUD pour l'anglais Maple Syrup Urine Syndrome) est une maladie génétique congénitale qui se transmet sur le mode autosomique récessif. Elle comprend plusieurs formes dans lesquelles l'organisme est incapable de dégrader correctement certains acides aminés notamment la leucine, l'isoleucine et la valine.
Le complexe 3-méthyl-2-oxobutanoate déshydrogénase, déficient, provoque une accumulation de ces acides aminés dans le corps à des niveaux toxiques. Lorsque la maladie n'est pas traitée, elle conduit à des lésions cérébrales et une progressive dégénérescence du système nerveux.

## Étiologie
La maladie est due à une mutation des gènes BCKDHA et MSUD1 situé sur le chromosome 19 et/ou une mutation des gènes DLD, LAD et PHE3 situés sur le chromosome 7. Ces gènes produisent des protéines qui agissent de concert en tant que complexe 3-méthyl-2-oxobutanoate déshydrogénase. Ce complexe est essentiel pour métaboliser la leucine, l'isoleucine et la valine, trois acides aminés présents dans diverses sortes d'aliments (en particulier les aliments riches en protéines, comme la viande et les œufs). Des mutations dans l'un ou l'autre de ces gènes réduisent ou rendent nulle l'activité de métabolisation de ce complexe d'enzymes, et empêchent ainsi la dégradation normale de la leucine, de l'isoleucine et de la valine. Dès lors, ces acides aminés et leurs produits secondaires, les métabolites s'accumulent dans l'organisme notamment le 2-kétoisocaproate, le 2-kétoisovalérate et le 2-kéto-3-méthylvalérate. Dans la mesure où des taux élevés de ces substances sont toxiques pour le cerveau et d'autres organes, cette accumulation entraîne de sérieux problèmes médicaux associés à la maladie du sirop d'érable.

## Épidémiologie
La prévalence de la leucinose est d'un cas pour 225 000 naissances. Elle touche indifféremment les hommes et les femmes quelle que soit leur origine ethnique. Des taux plus élevés sont constatés dans les populations où les mariages consanguins sont plus importants, notamment dans les communautés Mennonites d'Amérique du Nord où l'incidence estimée est de l'ordre d'un cas pour 150 naissances viables.

## Symptômes
Chez les enfants non traités, cette maladie se manifeste dès les premiers jours de la vie par une odeur typique de sirop d'érable dans le cérumen. Les acides aminés non métabolisés se retrouvent dans des concentrations importantes dans le sang et sont éliminés dans l'urine en lui conférant une odeur typique de sirop d'érable au bout de plusieurs jours. La conséquence métabolique se traduit par une augmentation sérique des cétoacides entraînant une cétose et une acidose métabolique, une augmentation de la métabolisation du glucose renforçant la cétose et une augmentation de la concentration plasmatique de leucine toxique pour le cerveau.
Dans la forme aiguë, le nourrisson manifeste des troubles de la conscience, un refus de boire, gagne du poids lentement, présente des vomissements et des signes neurologiques d'intoxication. L'évolution sans traitement est caractérisée par une aggravation de l'état clinique qui tend vers un coma profond suivi de la mort du nourrisson.
La forme subaiguë, de révélation plus tardive, se caractérise par une diminution de l'alimentation en 2 à 3 jours, une apparition d'une encéphalopathie entraînant un retard mental, hallucinations, perte de mémoire,une hypotonie majeure pouvant aller à la léthargie (difficultés à se réveiller), un opisthotonos, des troubles respiratoires, des spasmes, des crises épileptiques suivi d'un coma et d'arrêts respiratoires entre 7 et 10 jours. Le nourrisson qui présente la forme subaiguë et qui n'est pas pris en charge rapidement a un pronostic d'évolution très défavorable puisqu'il meurt dans les premiers mois de la vie.
La forme intermittente, seconde forme la plus courante de leucinose, peut survenir à tout âge et se présente avec des accès de comas acidocétosiques à répétition. Les enfants qui développent cette forme tendent à grandir normalement mais présentent les signes classiques de leucinose en cas de décompensation.
Il existe une forme intermédiaire, plus rare, dans laquelle les malades ont une activité de l'enzyme BCKD comprise en 3 et 30 % de l'activité normale. Les symptômes ne sont pas visibles immédiatement et peuvent survenir à tout moment de la vie.
La forme thiamine-sensible est exceptionnelle, elle est caractérisée par la normalisation en quelques jours des taux de leucine grâce à une administration de thiamine.
Enfin, il existe une forme très rare de leucinose "E3 déficiente" dans laquelle les patients ont des déficiences métaboliques enzymatiques additionnelles.

## Diagnostic
Dans toutes ces formes, le diagnostic repose sur l'élévation plasmatique et urinaire de leucine, isoleucine et valine, avec présence d'alloisoleucine, parfois notée seulement au cours des accès dans les formes intermittentes.
Le diagnostic anténatal est possible.
Une décompensation métabolique est évaluée immédiatement par la mesure de la glycémie, l'état des signes vitaux, la stabilité cardiovasculaire, l'état d'hydratation, la présence de la fièvre avec le cas échéant des signes d'infection, l'état neurologique avec une recherche de signes d'hypertension intracrânienne.
Dans un second temps, les tests en laboratoire s'intéresseront :
- pour le sang
  - au pH sanguin et aux gaz du sang,
  - aux électrolytes, glucose, taux de CO2,
  - à l'état de la fonction rénale (BUN, créatinine),
  - à la concentration plasmatique des amino-acides (augmentation de la concentration en leucine, isoleucine et valine; la présence d'allo-isoleucine est pathognomonique de la leucinose) ;
- pour l'urine :
  - recherche de corps cétoniques,
  - recherche d'acides organiques,
  - test au DNPH (si possible),
  - culture microbiologique des urines (si indiqué).

## Traitement
Le traitement d'urgence de la forme aiguë repose sur l'épuration exogène (dialyse, hémofiltration) et/ou endogène (régime hypercalorique sans acides aminés ramifiés qui doit être poursuivi à vie).
Le traitement au long cours consiste en un régime diététique strictement limité en acides aminés ramifiés ou par l'administration conjointe de produits spécifiques, riche en acides aminés pour assurer l'apport protéique et pauvre en leucine, isoleucine et valine (l'apport de ces acides aminés par l'alimentation devant être égal à leur degré d'élimination par le corps).
Tout écart important même bref peut entraîner une décompensation aiguë parfois mortelle quand elle s'associe à une hypertension intracrânienne et à une atteinte des noyaux gris centraux.